# Heinrich Kroll
Heinrich Claudius Kroll (Flatzby, 3 novembre 1894 – Geesthacht, 21 febbraio 1930) è stato un militare e aviatore tedesco, asso dell'aviazione durante la prima guerra mondiale con 33 vittorie confermate, insignito dell'Ordine Pour le Mérite, della Croce di Cavaliere dell'Ordine di Hohenzollern della Croce di Cavaliere di seconda classe con Spade dell'Ordine reale di Alberto di Sassonia.

## Biografia

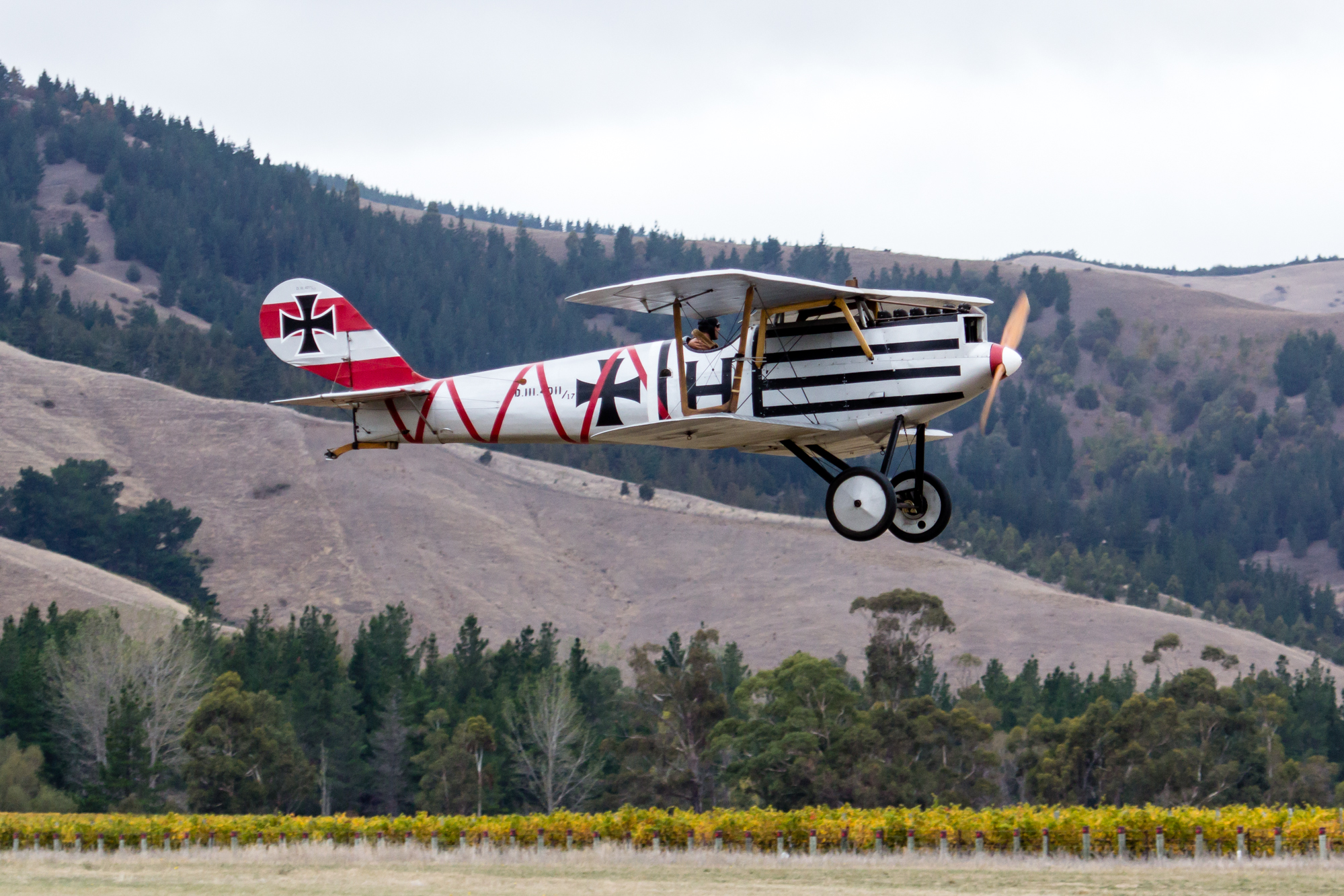
Un caccia Pfalz D.III in volo.

Nacque nel villaggio di Flatzby vicino a Flensburgo (Schleswig-Holstein), il 3 novembre 1894, figlio di Heinrich Karl August, di professione insegnante di scuola. Volendo intraprendere la carriera del padre superò gli esami presso la scuola magistrale Kiel e stava ottenendo la qualifica di insegnante quando scoppiò la prima guerra mondiale. Fu anche un membro attivo nell'atletica in un club sportivo di Kiel. Allo scoppio del conflitto si arruolò come volontario di guerra nel Füsilier-Regiment "Königin" (Schleswig-Holsteinisches) Nr. 86 a Flensburgo, il 6 agosto 1914, e andò al fronte nell'autunno dei quell'anno con il Reserve-Infanterie-Regiment Nr. 92  combattendo ad Hartmannsweiler e Reichsackerkopf nell'Alsazia meridionale e fu promosso tenente della riserva nel maggio 1915 ricevendo la Croce di Ferro di seconda classe.
Nel gennaio 1916 chiese il trasferimento nella Luftstreitkräfte e fu mandato a Gotha come allievo pilota presso la Flieger-Ersatzabteilung 3. Alla fine del mese di aprile fu mandato per quattro giorni alla Armee-Flugpark 3 a Rethel e da lì assegnato alla Feldflieger Abteilung 17 schierata nella regione della Champagne. Inizialmente fu l'unico pilota ufficiale di questa unità. Con un Rumpler C.I con motore da 160 CV, partì con il suo osservatore, il tenente della riserva Holzhausen, per una ricognizione a lungo raggio per conto del Comando Supremo nella zona di Reims/Épernay/Châlons-en-Champagne/Sainte-Menehould. Nell'ottobre 1916 ricevette uno dei due nuovi aerei da caccia Albatros con motore da 220 CV che erano stati assegnati al reparto e con esso effettuò anche missioni di bombardamento. In seguito l'unità fu riorganizzata a Tergnier nella Jagdstaffel 9, che operava con i Fokker E.III.
Il 12 febbraio 1917 fu insignito della Croce di Ferro di prima classe, e il 26 dello stesso mese abbatte un Caudron francese che non gli fu confermato. Fu in questo periodo che Kroll scrisse della difficoltà di confermare le vittorie: È difficile ottenere la conferma di una vittoria, soprattutto la prima! Deve essere confermata dalle nostre stesse truppe di terra ... questo è ancora più difficile se prevalgono condizioni nebbiose.
Dopo essere stato abbattuto e costretto ad atterrare da un Caudron nel novembre 1916, conseguì la sua prima vittoria il 1º maggio 1917 a spese di uno SPAD S.VII sopra Moronvillers. Abbatté altri quattro SPAD a maggio, e la sua quinta vittoria la ottenne il 25 maggio 1917, abbattendo l'asso dell'aviazione francese René Dorme su Fort de la Pompelle. Come riportato nel diario di Kroll, i due piloti si erano impegnati in un combattimento aereo in circolo iniziato a 5.300 metri (circa 17.400 piedi) e che si era ridotto progressivamente alla quota di 800 metri (circa 2.600 piedi).  Lo SPAD di Dorme improvvisamente si capovolse e precipitò dritto verso il terreno, prendendo fuoco all'impatto. Il corpo di Dorme rimase così sfigurato che poté essere identificato solo dal suo orologio.
Questa vittoria fu determinante nella sua nomina a comandante della Jagdstaffel 24 il 1° luglio 1917. Avrebbe comandato questa unità, tranne per brevi periodi, fino a poco prima della fine della guerra.
Il 20 luglio abbatte uno SPAD a ovest di Zonnebeke, e il 27 luglio fu abbattuto a sua volta dal capitano Clive Wilson Warman del No.23 RAF Squadron, con il suo velivolo che precipitò in fiamme ma egli ne uscì illeso. Il fuoco della mitragliatrice dello SPAD di Warman incendiò il carburatore del suo Albatros D.V ma egli spense il motore per estinguere le fiamme, si strappò gli occhiali unti di olio per poter ancora vedere e atterrò in volo planato, trascinando con sé i fili del telefono.
Il 27 settembre 1917, con un punteggio di 12 vittorie, ricevette il primo Pfalz D.III assegnato alla sua Jasta. Apparentemente continuò ad usare il suo Albatros D.V, contrassegnato con un Taijitu su uno sfondo marrone chiaro, in quanto considerava il Pfalz inferiore all'Albatros in termini di prestazioni;  potendo, secondo il suo parere, essere più veloce in picchiata. Il 4 dicembre abbatte un Royal Aircraft Factory S.E.5a, sua quindicesima vittoria.
Il 25 gennaio 1918, dopo aver abbattuto un Bristol F.2b Fighter, il longherone posteriore del Pfalz che stava pilotando si ruppe e l'alettone sinistro si strappò gravemente, quasi separandosi dall'aereo. Ci volle tutta la sua abilità per atterrare in sicurezza. La sua denuncia alle autorità superiori gli fece guadagnare la promessa di tre Fokker Dr.I per il suo Jasta, ma niente altro. Lui e la sua Jasta utilizzarono i Pfalz fino all'arrivo del nuovo Fokker D.VII il 28 maggio.
La sua ventesima vittoria, conseguita contro un Sopwith Camel il 18 febbraio, gli valse l'assegnazione della Croce di Cavaliere dell'Ordine di Hohenzollern, seguita dalla concessione dell'Ordine Pour le Merite il 29 marzo 1918.
Il 25 maggio la sua Jasta ricevette finalmente i Fokker D.VII, e più o meno in questo periodo,  fu nominato anche comandante dello Jagdgruppe 12 formato dalle Jagdstaffel 24, 44 e 79b. Il 9 agosto 1918 conseguì la sua trentatreesima e ultima vittoria abbattendo un S.E.5a a ovest di Le Quesnel.
Il 14 agosto 1918 rimase ferito così gravemente alla spalla sinistra, riuscendo ad atterrare in emergenza vicino ad Oméncourt, ma non volò mai più in azione.
La fine della guerra lo colse, principale asso della Jagdstaffel 24, come Oberleutnant. Entrò successivamente nella polizia di Amburgo come capitano. Fu testimone del tentativo del Putsch di Kapp contro il governo di Weimar. In seguito recuperò il corpo del compagno asso Rudolf Berthold, che era stato assassinato dai comunisti tedeschi. Dal 1922 lavorò poi come come uomo d'affari per entrare quindi a far parte dell'Hamburg Flying Club nel 1928, dove ottenne nuovamente la licenza di pilota. Lavorò presso la Hamburger Luftverkehrsgesellschaft GmbH  sulle rotte da Amburgo per Berlino e le isole del Mare del Nord. Utilizzò anche uno Junkers F 13, che fu il primo velivolo per l'aviazione civile costruito interamente in metallo, per voli turistici su Amburgo.
Morì di polmonite a Geesthachtil 21 febbraio 1930, e la salma fu poi tumulata nel cimitero di Ohlsdorf ad Amburgo. In seguito per onorarlo la Lufthansa chiamò uno dei suoi trasporti Junkers Ju 52/3m Heinrich Kroll (D-AHUS, W.Nr.4049).

### Fonti
1. 1 2 3 4 5 6 7 8 9 10 11  Franks, Bailey, Guest 1993, p. 150.
2. 1 2  The Aerodrome.
3. 1 2 3 4 5  Franks 2004, p. 43.
4. 1 2 3 4 5 6 7 8 9 10 11 12 13 14 15 16 17 18 19  Geschichte.
5. 1 2 3 4 5 6 7  VanWyngarden 2007, p. 28.
6. ↑  VanWyngarden 2007, p. 14.
7. ↑  Franks, Bailey, Guest 1993, p. 33.
8. ↑  VanWyngarden 2007, p. 30.
9. 1 2  AS-14-18.
10. ↑  VanWyngarden 2007, p. 39.
11. 1 2  Guttman, Dempsey 2001, p. 19.
12. 1 2 3  Franks, Bailey, Guest 1993, p. 139.
13. ↑  Guttman, Dempsey 2001, pp. 46-47.
14. ↑  VanWyngarden 2007, p. 72.
15. ↑  VanWyngarden 2006, p. 55.
16. 1 2 3  Franks, Bailey, Guest 1993, p. 151.
17. ↑  Guttman, Dempsey 2001, p. 44.
18. ↑  Hugo Junkers.